# Боэмунд V (князь Антиохии)
Боэмунд V (фр. Bohemond de Poitiers, ок. 1205—1252) — князь Антиохии (март 1233—1252), граф Триполи (март 1233—1252).
Второй сын князя Боэмунда IV Одноглазого и его первой супруги Плайсанс Эмбриацо. После смерти своего старшего брата — Раймонда, бальи Антиохии (убитого ассасинами в 1213 г.), Боэмунд V стал наследником престола княжества Антиохийского и графства Триполи.
В 1225 г. в соборе Пресвятой Девы Марии в Тартусе венчался с Алисой Шампанской, вдовствующей королевой Кипра. Но уже в 1227 г. брак был аннулирован из-за близкого родства супругов.
Весной 1233 г., после смерти Боэмунда IV Одноглазого, унаследовал княжество Антиохии-Триполи.
Тем же летом направил триполийских рыцарей и конных сержантов, совместно с контингентами тамплиеров и госпитальеров, в крупномасштабный набег на мусульманские земли в долине Бекаа. Сам князь не участвовал в рейде, а доверил командование своему младшему брату — Генриху.
В начале правления, следуя примеру своего отца, вступил в череду конфликтов с орденом госпитальеров и Латинским Патриархом Антиохии — Альбером дель Реззато. Боэмунд V даже позволил себе пленить нескольких приближенных и соратников Патриарха Альбера, в том числе шателена патриаршего замка Кусаир. Однако после своего брака с Люсьен де Сеньи, племянницей Папы Иннокентия III в 1235 г. примирился с латинской Церковью и поддерживал добрые связи с Апостольским Престолом.
Стоит отметить, что брак с Люсьен де Сеньи открыл путь для невиданного доселе притока римской знати ко двору князя Антиохии-Триполи. К примеру, родной брат княгини Люсьен — Павел де Сеньи, долгие годы занимал латинскую епископскую кафедру в Триполи; поскольку сам князь со своим двором пребывал в Триполи, Антиохия была передана под власть княжеских бальи, также часто назначаемых из числа римских родственников княгини Люсьен. Позднее противоборство местных сирийских баронов и римской знати привело к открытым междоусобицам в княжестве Антиохии-Триполи, которые разразились в правление последующих князей — Боэмунда VI Красивого (1258 г.) и Боэмунда VII (1275—1282 гг.).
В 1236 г. лично возглавил поход антиохийских и триполийских франков на север — на помощь к осажденному замку Баграс (находившемуся в ведении ордена тамплиеров). Своевременным появлением у стен замка вынудил эмира Алеппо заключить перемирие и покинуть земли княжества Антиохийского.
В 1237 г., совместно с магистром ордена тамплиеров Арманом де Перижором начал вторжение в пределы Киликийской Армении. Поводом для войны стали репрессии короля Хетума I против тамплиеров. Боэмунд V охотно присоединился к кампании и лично возглавил поход, движимый жаждой кровной мести; его младший брат Филипп, король Киликийской Армении, был свергнут и отравлен Хетумидами в 1225—1226 гг. Однако когда тамплиеры заключили перемирие с королём Хетумом I и его отцом — Константином Хетумидом — князь Боэмунд V не смог продолжать войну против Киликийской Армении. Разорив несколько поселений на востоке Киликийской Равнины, Боэмунд V принужден был увести свои войска за горы Аманоса. Это был последний поход антиохийских франков в Киликию.
В 1239 г. принимал в Триполи короля Тибо IV Наваррского и других знатных крестоносцев, но сам воздержался от активного участия в их кампаниях на палестинских и галилейских землях.
В 1244 г. направил войска княжества Антиохии-Триполи на помощь королевству Иерусалимскому во время вторжения хорезмийцев и битвы при Ля Форби. Сам Боэмунд V вновь воздержался от личного участия в походе, доверив командование коннетаблю Триполи — Фоме де Хаму и своим кузенам — Жану и Гильому де Пуатье (сыновьям Боэмунда Младшего, сеньора Батруна, дяди Боэмунда V). Во время битвы значительная часть антиохийского и триполийского рыцарства была перебита (разделив тем самым судьбу своих палестинских собратьев и французских крестоносцев), а братья Жан и Гильом де Пуатье, совместно с коннетаблем Фомой де Хамом попали в плен к сарацинам.
Как и его отец — Боэмунд IV — князь Боэмунд V придерживался крайне толерантной линии в отношении православной церковной иерархии на землях княжества Антиохии-Триполи. В его правление православный Патриарх Давид получил возможность вернуться в Антиохию и оставаться там, наряду с латинским Патриархом. Подобная политика князя была, во многом, вызвана стремлением заручиться поддержкой ромейского и мелькитского населения Антиохии, её княжества и членов Антиохийской коммуны, бывших в своей массе, греко- и арабоязычными православными. Триполийские земли и города также сохраняли значительные анклавы и многочисленные общины православных, что, опять же, оправдывало подобную толерантность князей Антиохии-Триполи.
Личная пассивность князя Боэмунда V (резко контрастировавшая со стилем правления его отца и сына), возможно, отчасти объясняется физической травмой. Во всяком случае, в армянской хронике короля Хетума II Боэмунд V назван "Боэмунд Хромой", что можно расценивать как указание на травму, полученную князем и на всю жизнь оставившую его калекой.

## Брак
- Алиса Шампанская (1225—1227)
- Люсьен де Сеньи (ди Кассамо-Сени) (1235—1252)

## Дети
- От брака с Люсьен де Сеньи
  - Боэмунд VI
  - Плайсанс де Пуатье (больше известная как Плезанция Антиохийская)